# ウッディタウン中央駅
ウッディタウン中央駅（ウッディタウンちゅうおうえき）は、兵庫県三田市ゆりのき台一丁目にある神戸電鉄公園都市線の駅であり、同線の終点。駅番号はKB33。標高200 m。神戸電鉄では最北端の駅である。

## 歴史
- 1996年（平成8年）3月28日：フラワータウン – 当駅間延伸と同時に開業[1][5]。

## 駅構造
島式ホーム1面2線の構造。ホーム有効長は5両だが、通常は3両編成の運用のみである。緊急時の代替や、ウッディタウンサティ開業など多客時に4両編成が入線したこともある。
橋上駅舎で、近畿の駅百選に選出された。遠隔管理による無人駅となっている。
隣接するカルチャータウンへの延伸構想があり、1989年の運輸政策審議会答申第10号では今後整備を検討すべき方向とされていたが、その後の2004年の近畿地方交通審議会答申第8号には盛り込まれていない。

### のりば
| ホーム | 路線       | 行先     |
| ------ | ---------- | -------- |
| 1      | 公園都市線 | 三田方面 |
| 2      | 公園都市線 | 三田方面 |

1番線、2番線共に夜間停泊が設定されている。日中は2番線のみが使用されるが、試運転や検査の兼ね合いでごく稀に1番線を使用することもある。

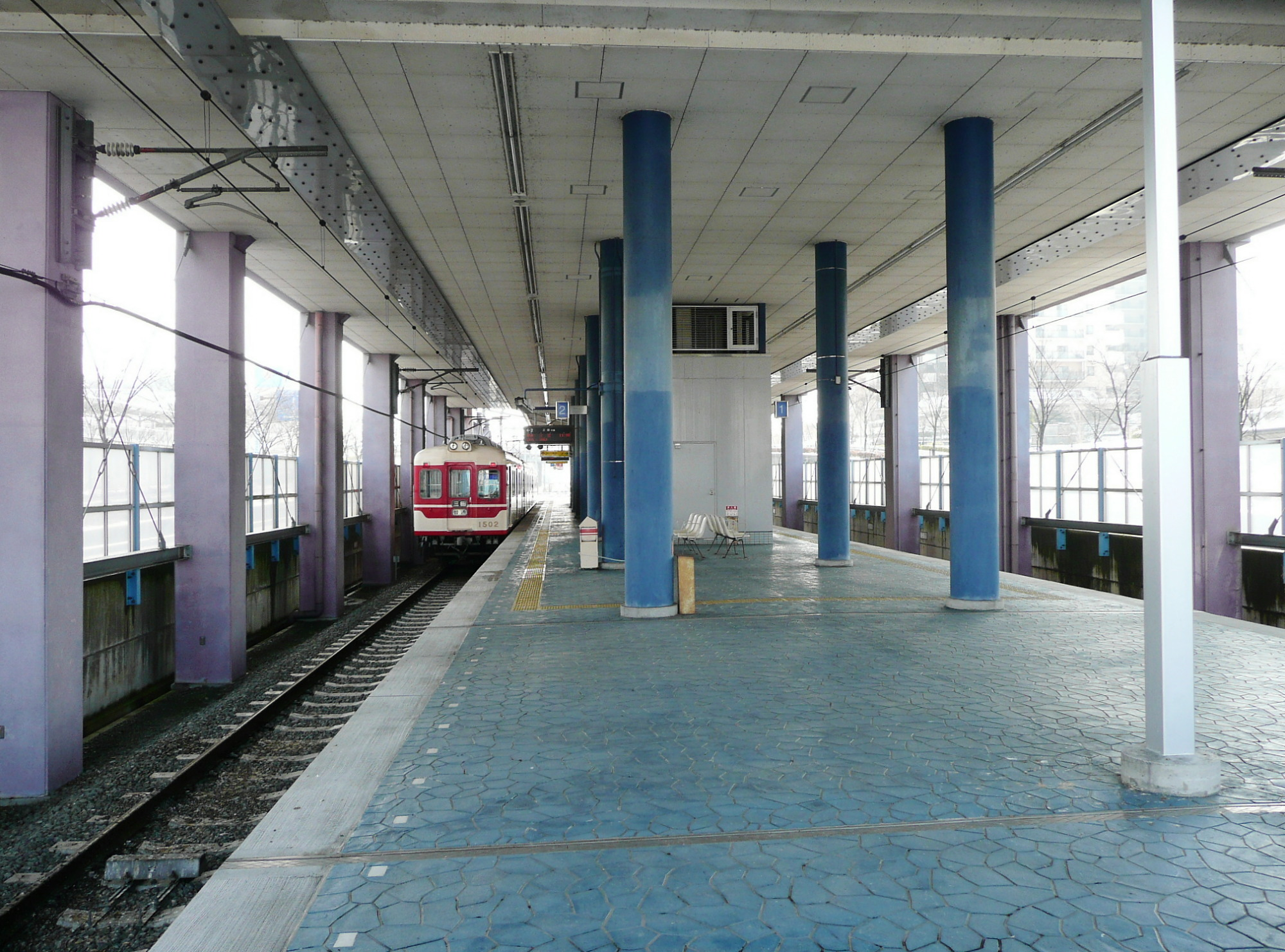
ホーム

## ダイヤ
毎時4本が発車する。

## 利用状況
1日あたりの乗車人員 1,477人（2021年度）
近年の1日平均乗車人員は下表のとおりである。
| 年度               | 1日平均 乗車人員 |
| ------------------ | ---------------- |
| 2002年（平成14年） | 1,421            |
| 2003年（平成15年） | 1,433            |
| 2004年（平成16年） | 1,469            |
| 2005年（平成17年） | 1,465            |
| 2006年（平成18年） | 1,388            |
| 2007年（平成19年） | 1,298            |
| 2008年（平成20年） | 1,311            |
| 2009年（平成21年） | 1,350            |
| 2010年（平成22年） | 1,386            |
| 2011年（平成23年） | 1,459            |
| 2012年（平成24年） | 1,499            |
| 2013年（平成25年） | 1,573            |
| 2014年（平成26年） | 1,578            |
| 2015年（平成27年） | 1,633            |
| 2016年（平成28年） | 1,771            |
| 2017年（平成29年） | 1,832            |
| 2018年（平成30年） | 1,872            |
| 2019年（令和元年） | 1,846            |
| 2020年（令和02年） | 1,525            |
| 2021年（令和03年） | 1,477            |

## 駅周辺
大規模な住宅地で、商店等もある。神戸三田国際公園都市の一角を担うウッディタウンの中心駅である。

### センチュリーガーデンフレスポ
駅前に存在する「フレスポ」ブランドの複合商業施設。大和リースが運営する。主要テナントは以下の通り。 
- 業務スーパー
- ロピア
- ヒマラヤスポーツ

### けやきプラザ
ウッディタウンとしては最後の新規開発施設。主要テナントは以下の通り。
- ジョーシン
- 西松屋
- しまむら
- ウエルシア

### その他の施設
- AXAS三田
- イオン三田ウッディタウン店
- 三田ホテル（旧：神戸三田新阪急ホテル）
- 個別館 ウッディタウン中央校（アップ教育企画）
- 駒ヶ谷運動公園
- 三田けやき台郵便局
- センチュリープラザ前停留所
（神戸空港・三宮発着の特急バス等が停車する）
- 兵庫県道720号テクノパーク三田線

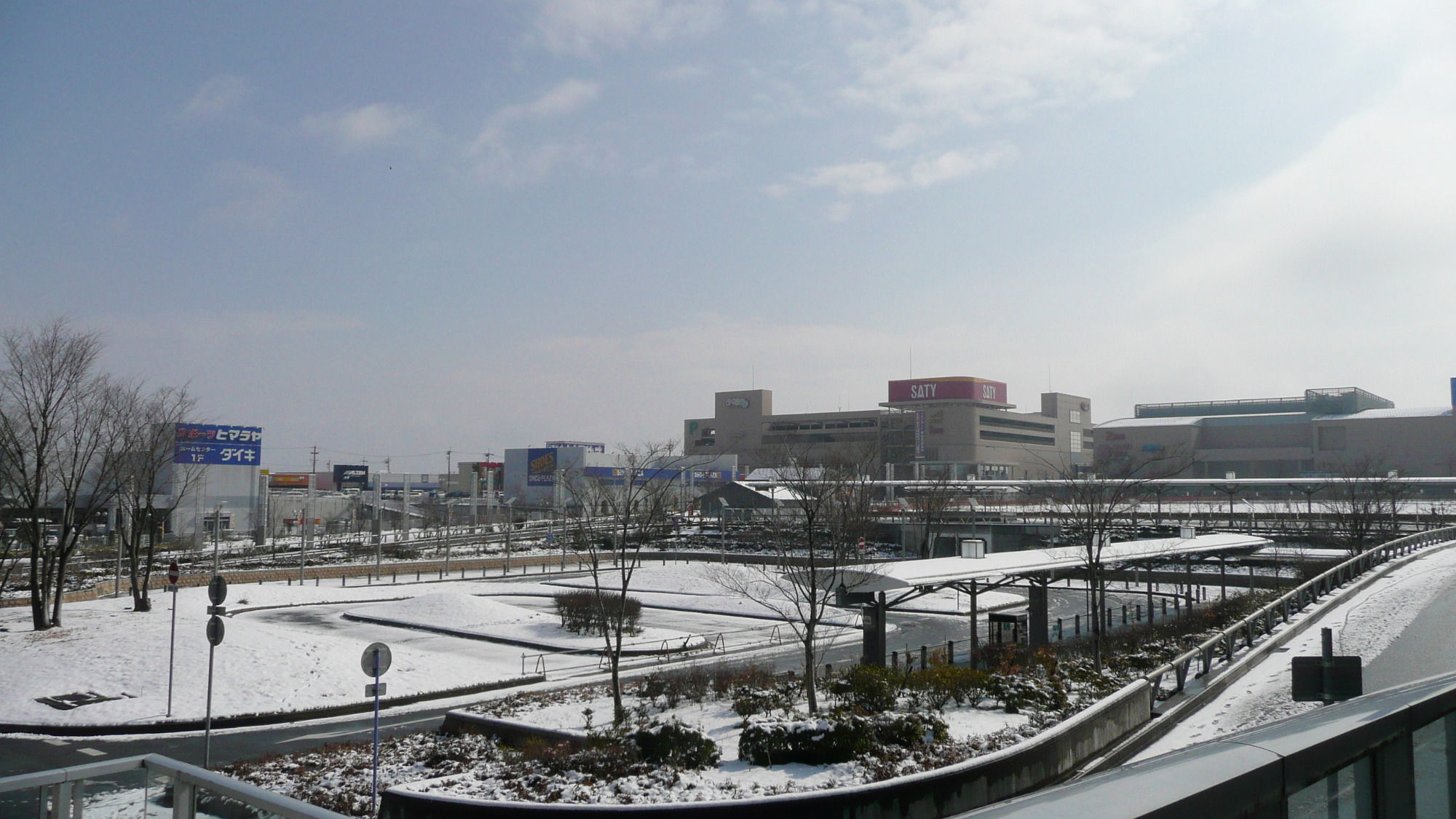
東口駅前
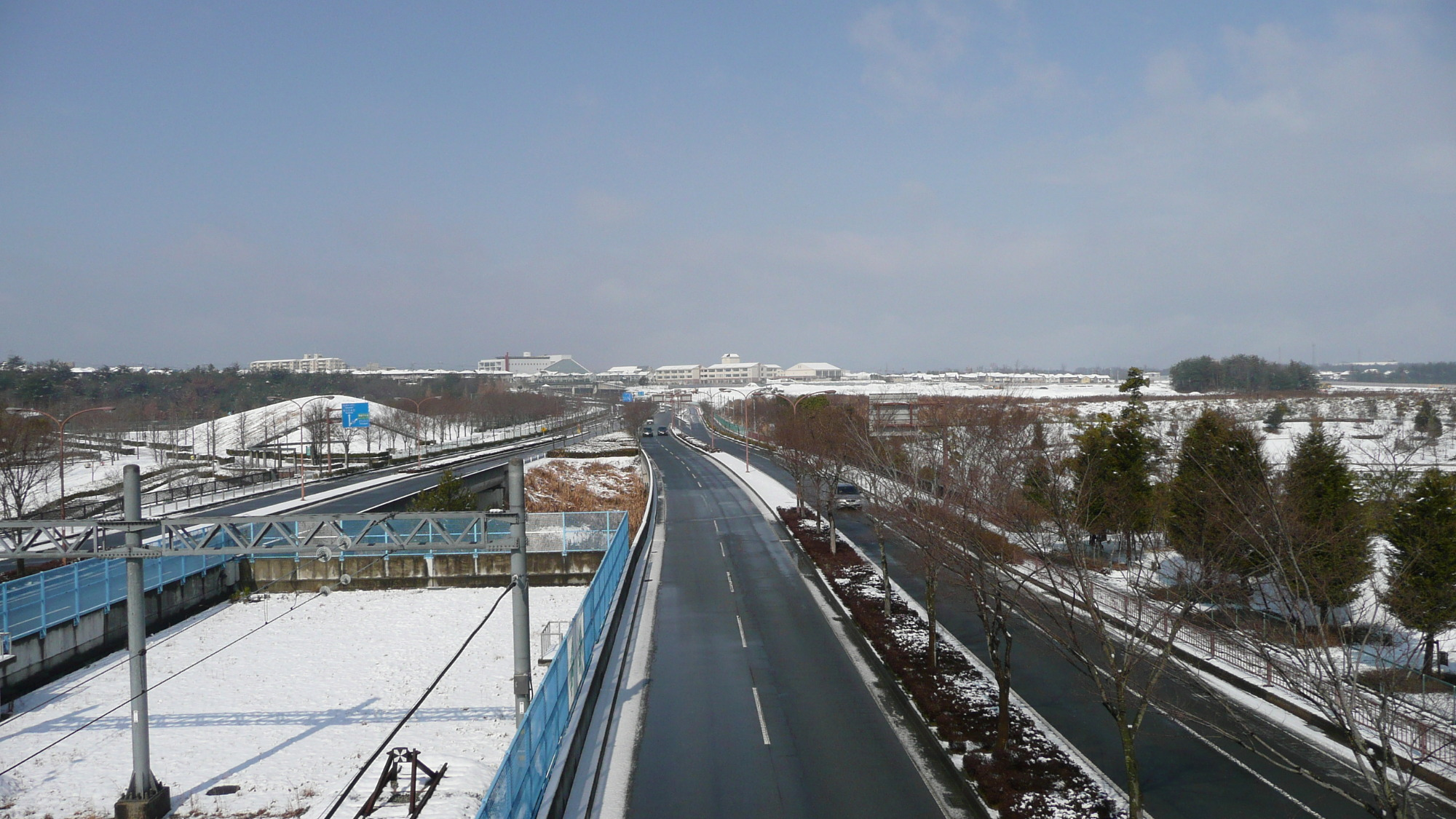
駅北側風景

## バス路線
| 停留所名             | 運行事業者 | 路線名・系統・行先                    |
| -------------------- | ---------- | ------------------------------------- |
| ウッディタウン中央駅 | 神姫バス   | - 44系統：新三田駅 / ゆりのき台公園前 |

## その他
- 公園都市線計画時の駅名は北摂中央北駅であった[12]。
- 第2回近畿の駅百選に選定されている。
- 始発列車が4時52分と早い（※2022年3月改正時点）。

## 隣の駅
神戸電鉄
■公園都市線
南ウッディタウン駅 (KB32) - ウッディタウン中央駅 (KB33)